# Ê-đê
Gli Ê-đê (o Rade) sono un gruppo etnico del Vietnam la cui popolazione è stimata in 270.348 individui (censimento del 1999).
Gli Ê-đê sono presenti essenzialmente nelle province di Dak Lak, Phu Yen e Khanh Hoa. I nomi alternativi per i Laha sono: Rhade, Raday, Rade, Rde, E-De, Edeh, De. La religione predominante è il Cristianesimo.

## Lingua
Gli Ê-đê parlano la lingua Rade, del ceppo delle lingue maleo-polinesiache. Raccoglie i seguenti dialetti: Bih (molto diverso dalla lingua madre, può essere considerato una lingua a parte), Ndhur (Mdhur), Adham (A-Dham), Blo, Kodrao (Kdrao), Krung, Rde Kpa (Kpa).